# Belarussische Männer-Handballnationalmannschaft
Die belarussische Männer-Handballnationalmannschaft repräsentiert den Handballverband von Belarus (belarussisch Беларуская федэрацыя гандбола) als Auswahlmannschaft auf internationaler Ebene bei Länderspielen im Handball gegen Mannschaften anderer nationaler Verbände.

## Geschichte
Vorgängermannschaft war die sowjetische Männer-Handballnationalmannschaft bis 1991 und die Männer-Handballnationalmannschaft der Gemeinschaft Unabhängiger Staaten bis 1992. Am 26. Februar 1993 bestritt die belarussische Nationalmannschaft ihr erstes Spiel im spanischen Valladolid beim 25:25 gegen Deutschland.
Unter Nationaltrainer Spartak Mironowitsch, der viele Nationalspieler als Trainer des SKA Minsk betreute, gelang die Qualifikation für die erste Handball-Europameisterschaft der Männer. Bei der Europameisterschaft 1994 konnte die Auswahl im ersten Spiel Deutschland mit 24:23 besiegen. In den weiteren Spielen gelang noch ein 33:24-Sieg gegen Rumänien. Am Ende wurde die Mannschaft Achter. Bei der Weltmeisterschaft 1995 schlug das Team in der Vorrunde Brasilien und Kuwait. Im Achtelfinale scheiterte es an Deutschland und wurde nach Siegen über Island, Spanien und Rumänien Neunter.
In der Folge wechselten viele Nationalspieler ins Ausland und nahmen auch die Staatsbürgerschaft des Landes an. Erst dreizehn Jahre nach der WM qualifizierte sich Belarus wieder für ein großes Turnier. Bei der Europameisterschaft 2008 kam man nur auf den 15. und vorletzten Platz. Ab 2013 gelang – auch dank der größeren Teilnehmerzahlen – wieder häufiger die Qualifikation zu Welt- und Europameisterschaften.
Die Europäische Handballföderation (EHF) schloss am 28. Februar 2022 nach dem russischen Überfall auf die Ukraine 2022 alle russischen und belarussischen Teams von ihren Wettbewerben aus. Am 7. März 2022 beschloss die Internationale Handballföderation (IHF) ebenfalls einen kompletten Ausschluss.

## Internationale Großereignisse

### Olympische Spiele
- Olympische Spiele 1996: nicht qualifiziert
- Olympische Spiele 2000: nicht qualifiziert
- Olympische Spiele 2004: nicht qualifiziert
- Olympische Spiele 2008: nicht qualifiziert
- Olympische Spiele 2012: nicht qualifiziert
- Olympische Spiele 2016: nicht qualifiziert
- Olympische Spiele 2020: nicht qualifiziert

### Weltmeisterschaften
- Weltmeisterschaft 1993: nicht qualifiziert
- Weltmeisterschaft 1995: 9. Platz (von 24 Mannschaften)

Kader: Ihar Papruha, Alexander Minevski, Konstantin Scharowarow, Juryj Hordionok, Gennadij Chalepo, Anton Lakisa, Andrei Paraschtschenko (45 Tore), Alexander Tutschkin, Andrej Barbaschynski, Aljaksandr Malinouski, Michail Jakimowitsch (57 Tore), Michail Usatschew, Aljaksej Arlou, Andrej Klimovets, Andrej Siniak. Trainer: Spartak Mironowitsch.
- Weltmeisterschaft 1997: nicht qualifiziert
- Weltmeisterschaft 1999: nicht qualifiziert
- Weltmeisterschaft 2001: nicht qualifiziert
- Weltmeisterschaft 2003: nicht qualifiziert
- Weltmeisterschaft 2005: nicht qualifiziert
- Weltmeisterschaft 2007: nicht qualifiziert
- Weltmeisterschaft 2009: nicht qualifiziert
- Weltmeisterschaft 2011: nicht qualifiziert
- Weltmeisterschaft 2013: 9. Platz (von 24 Mannschaften)

Kader: Witali Tscharapenka (6 Spiele/0 Tore), Kasimir Katlinski (5/0), Mikhail Niazhura (6/0), Dzmitry Chystabayeu (4/1), Wjatschaslau Schumak (3/3), Maksim Baranau (5/4), Kiryl Kniazeu (4/5), Barys Puchouski (5/6), Iwan Brouka (6/6), Dsmitryj Kamyschik (5/8), Vitali Kazhaneuski (4/9), Aljaksandr Zitou (6/9), Dsmitryj Nikulenkau (6/13), Dsjanis Rutenka (6/14), Maksim Babitschau (6/15), Sjarhej Schylowitsch (6/20), Siarhei Rutenka (6/46). Trainer: Juri Schewzow.
- Weltmeisterschaft 2015: 18. Platz (von 24 Mannschaften)

Kader: Iwan Mazkewitsch (7 Spiele/0 Tore), Witali Tscharapenka (7/0), Mikhail Niazhura (7/0), Dzmitry Chystabayeu (7/0), Aleh Astraschapkin (2/3), Sjarhej Schylowitsch (7/8), Dsmitryj Kamyschik (7/8), Kiryl Kniazeu (7/8), Wjatschaslau Schumak (7/9), Maksim Baranau (5/10), Iwan Brouka (7/13), Aljaksandr Zitou (7/15), Dsmitryj Nikulenkau (7/17), Maksim Babitschau (7/19), Barys Puchouski (7/29), Dsjanis Rutenka (7/33), Siarhei Rutenka (7/43). Trainer: Juri Schewzow.
- Weltmeisterschaft 2017: 11. Platz (von 24 Mannschaften)

Kader: Iwan Mazkewitsch (6 Spiele/0 Tore), Wjatschaslau Schumak (6/0), Aljaksandr Zitou (6/0), Wjatschaslau Saldazenka (6/1), Aleh Astraschapkin (6/1), Wadsim Hajdutschenka (6/2), Aljaksej Schynkel (6/4), Maksim Baranau (6/6), Aljaksandr Pazykajlik (6/8), Iwan Brouka (6/11), Dsjanis Rutenka (6/13), Andrej Jurynok (6/14), Uladsislau Kulesch (6/17), Sjarhej Schylowitsch (6/18), Barys Puchouski (6/24), Arsjom Karaljok (6/37). Trainer: Juri Schewzow.
- Weltmeisterschaft 2019: nicht qualifiziert
- Weltmeisterschaft 2021: 17. Platz (von 32 Mannschaften)

Kader: Aljaksej Kischou (5 Spiele/0 Tore), Aljaksej Uschal (3/0), Iwan Mazkewitsch (1/0), Artur Ruds (3/1), Uladsislau Krywenka (6/1), Iwan Maros (6/1), Mikalaj Aljochin (6/2), Wjatschaslau Bochan (6/3), Aljaksandr Pazykajlik (6/4), Arsjom Selwiasiuk (6/5), Kiryl Samojla (6/7), Wadsim Hajdutschenka (6/11), Andrej Jurynok (6/17), Arsjom Kulak (6/18), Aleh Astraschapkin (6/19), Uladsislau Kulesch (6/20), Arsjom Karaljok (6/27), Mikita Wajlupau (6/35). Trainer: Juri Schewzow.
- Weltmeisterschaft 2023: ausgeschlossen[5]

### Europameisterschaften
- Europameisterschaft 1994: 8. Platz (von 12 Mannschaften)

Kader: Ihar Papruha (0 Tore), Alexander Minevski (0), Ivan Garbar (0), Maksim Nekhaichik (1), Juryj Karpuk (1), Michail Usatschew (3), Anton Lakisa (3), Andrej Klimovets (8), Waleryj Tiunchik (8), Andrej Minevski (9), Wladimir Goldin (11), Andrei Paraschtschenko (19), Michail Jakimowitsch (21), Andrej Barbaschynski (21), Konstantin Scharowarow (23), Gennadij Chalepo (26). Trainer: Spartak Mironowitsch.
- Europameisterschaft 1996: nicht qualifiziert
- Europameisterschaft 1998: nicht qualifiziert
- Europameisterschaft 2000: nicht qualifiziert
- Europameisterschaft 2002: nicht qualifiziert
- Europameisterschaft 2004: nicht qualifiziert
- Europameisterschaft 2006: nicht qualifiziert
- Europameisterschaft 2008: 15. Platz (von 16 Mannschaften)

Kader: Aljaksej Schuk (ohne Einsatz), Vitali Feshchanka (3 Spiele/0 Tore), Andrej Krajnou (3/0), Maxim Karschakewitsch (3/0), Aljaksandr Zitou (3/0), Wassil Astrouski (1/1), Sjarhej Uboschanka (2/1), Uladsimir Klimawez (3/2), Aljaxej Wassiljeu (3/3), Maksim Babitschau (3/4), Aljaksej Ussik (3/5), Jury Hramyka (3/7), Sjarhej Harbok (3/9), Andrej Kurtschau (3/11), Iwan Brouka (3/17), Barys Puchouski (3/23). Trainer: Spartak Mironowitsch.
- Europameisterschaft 2010: nicht qualifiziert
- Europameisterschaft 2012: nicht qualifiziert
- Europameisterschaft 2014: 12. Platz (von 16 Mannschaften)

Kader: Kasimir Katlinski (4 Spiele/0 Tore), Wital Tscharapenka (6/0), Aljaksej Kischou (2/0), Aljaksandr Zitou (3/0), Mikhail Niazhura (6/0), Dzmitry Chystabayeu (6/0), Aleh Astraschapkin (3/3), Wiktar Sajzau (6/4), Evegeny Semenov (6/6), Maksim Baranau (6/6), Dsmitryj Kamyschik (6/9), Dsmitryj Nikulenkau (6/10), Dsjanis Rutenka (6/15), Maksim Babitschau (6/15), Barys Puchouski (4/17), Sjarhej Schylowitsch (6/20), Iwan Brouka (6/27), Siarhei Rutenka (6/34). Trainer: Juri Schewzow.
- Europameisterschaft 2016: 10. Platz (von 16 Mannschaften)

Kader: Wjatschaslau Saldazenka (6 Spiele/0 Tore), Anton Prakapenja (6/0), Aljaksandr Pazykajlik (6/0), Aljaksandr Zitou (6/0), Aljaksej Kischou (6/0), Iwan Brouka (5/0), Wiktar Sajzau (4/0), Dsmitryj Nikulenkau (6/4), Maksim Babitschau (4/7), Arsjom Karaljok (4/8), Uladsislau Kulesch (6/10), Aljaksej Chadkewitsch (5/16), Andrej Jurynok (6/17), Maksim Baranau (6/18), Sjarhej Schylowitsch (5/25), Siarhei Rutenka (5/25), Barys Puchouski (6/37). Trainer: Juri Schewzow.

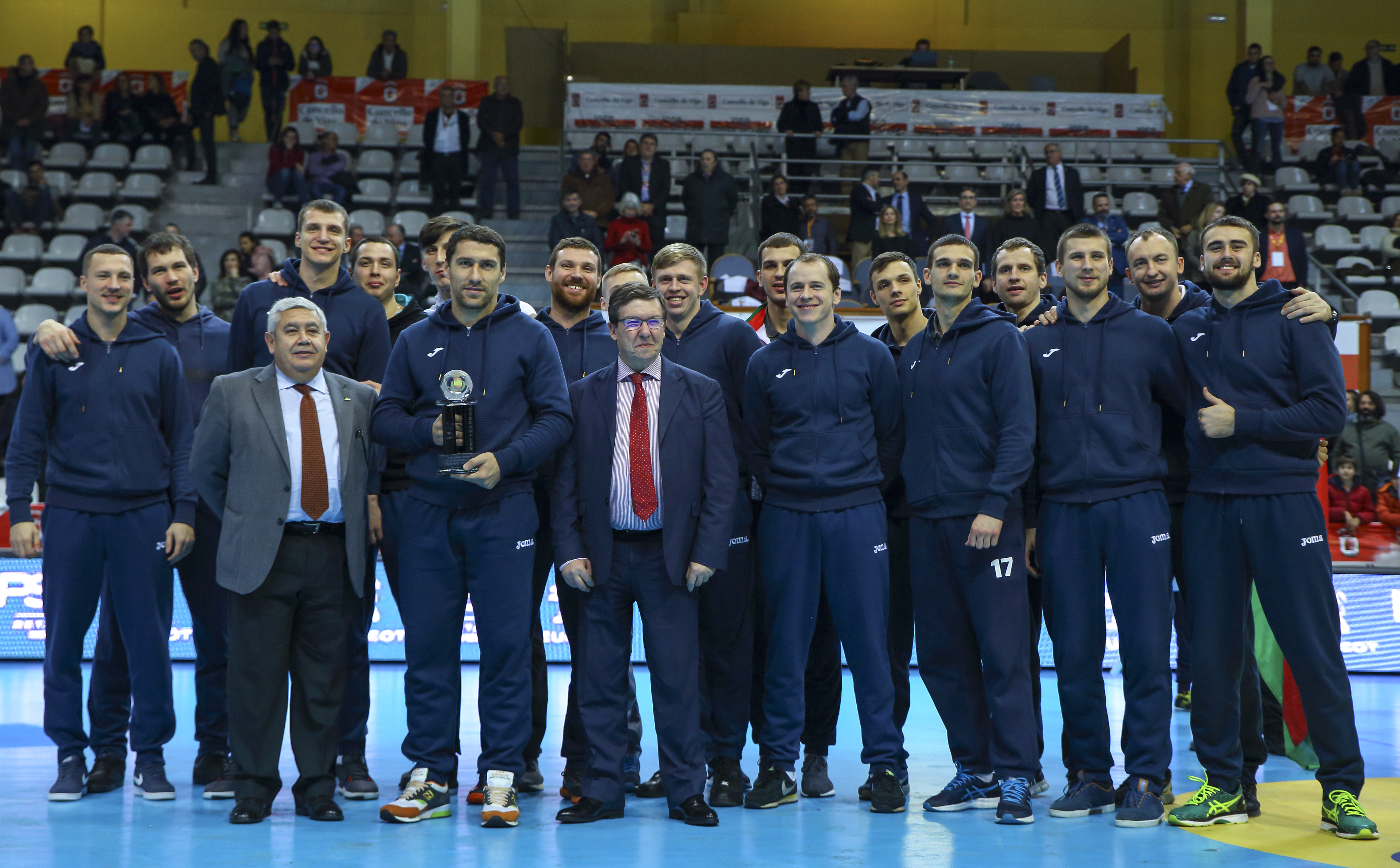
Die Nationalmannschaft bei einem Vorbereitungsturnier im Januar 2018 in Spanien.

- Europameisterschaft 2018: 10. Platz (von 16 Mannschaften)

Kader: Iwan Mazkewitsch (6 Spiele/0 Tore), Wjatschaslau Saldazenka (6/0), Aljaksandr Zitou (6/0), Wjatschaslau Bochan (6/0), Mikalaj Aljochin (2/1), Maksim Babitschau (6/1), Hleb Harbus (4/4), Maksim Baranau (6/8), Sjarhej Schylowitsch (4/10), Aljaksandr Padschywalau (6/10), Artur Karwazki (6/12), Dsjanis Rutenka (6/13), Wadsim Hajdutschenka (6/15), Arsjom Karaljok (6/17), Uladsislau Kulesch (6/19), Barys Puchouski (5/21), Andrej Jurynok (6/24). Trainer: Juri Schewzow.
- Europameisterschaft 2020: 10. Platz (von 24 Mannschaften)

Kader: Aljaksej Kischou (2 Spiele/0 Tore), Wjatschaslau Saldazenka (7/0), Iwan Mazkewitsch (5/0), Wjatschaslau Schumak (7/1), Wjatschaslau Bochan (7/2), Aljaksandr Padschywalau (7/5), Iwan Brouka (7/6), Juryj Lukjantschuk (7/6), Barys Puchouski (7/7), Maksim Baranau (7/7), Wadsim Hajdutschenka (7/11), Dsmitryj Nikulenkau (7/17), Andrej Jurynok (7/18), Sjarhej Schylowitsch (7/21), Uladsislau Kulesch (7/24), Arsjom Karaljok (7/37), Mikita Wajlupau (7/47). Trainer: Juri Schewzow.
- Europameisterschaft 2022: 17. Platz (von 24 Mannschaften)

Kader: Wjatschaslau Saldazenka (3 Spiele/0 Tore), Iwan Mazkewitsch (1/0), Juryj Lukjantschuk (1/0), Ilja Ussik (2/0), Mikalaj Aljochin (2/0), Mazwej Udowenja (3/0), Jauhen Nikanowitsch (3/0), Wiktar Sajzau (3/0), Julijan Hiryk (1/2), Wjatschaslau Bochan (3/2), Kiryl Samojla (3/2), Ihar Bjaljauski (2/4), Wadsim Hajdutschenka (2/5), Andrej Jurynok (2/5), Arzjom Kulak (3/5), Uladsislau Krywenka (3/6), Uladsislau Kulesch (1/7), Aleh Astraschapkin (3/7), Arsjom Karaljok (3/13), Mikita Wajlupau (3/20). Trainer: Juri Schewzow.
- Europameisterschaft 2024: ausgeschlossen[4]

## Spieler und Trainer

### Bisherige Trainer
- Spartak Mironowitsch (1993–1998, 2001–2008)
- Aljaksandr Karschakewitsch (1998–2001)
- Georgi Sviridenko (2008–2009)
- Juri Schewzow (seit 2009)

### Spielerrekorde
Aktive Spieler sind grün hinterlegt. Stand: 7. Januar 2023.
| Rang | Spieler              | Spiele |
| ---- | -------------------- | ------ |
| 1.   | Barys Puchouski      | 209    |
| 2.   | Iwan Brouka          | 207    |
| 3.   | Aljaksandr Zitou     | 169    |
| 4.   | Sjarhej Schylowitsch | 157    |
| 5.   | Maksim Baranau       | 154    |
| 6.   | Maksim Babitschau    | 150    |
| 7.   | Dsjanis Rutenka      | 126    |
| 8.   | Dsmitryj Nikulenkau  | 123    |
| 9.   | Maksim Nechaichik    | 107    |
| 10.  | Andrej Jurynok       | 102    |

| Rang | Spieler              | Tore |
| ---- | -------------------- | ---- |
| 1.   | Barys Puchouski      | 867  |
| 2.   | Iwan Brouka          | 607  |
| 3.   | Siarhei Rutenka      | 507  |
| 4.   | Sjarhej Schylowitsch | 495  |
| 5.   | Maksim Baranau       | 368  |
| 6.   | Uladsislau Kulesch   | 353  |
| 7.   | Arzjom Karaljok      | 344  |
| 8.   | Andrej Kurtschau     | 340  |
| 9.   | Andrej Klimovets     | 328  |
| 10.  | Dsjanis Rutenka      | 306  |